# Pontogenia indica
Pontogenia indica är en ringmaskart som beskrevs av Grube 1875. Pontogenia indica ingår i släktet Pontogenia och familjen Aphroditidae. Inga underarter finns listade i Catalogue of Life.